# Гусев, Леонид Николаевич
Леони́д Никола́евич Гу́сев (12 февраля 1908 — май 1985) — советский хозяйственный, государственный и политический деятель, 1-й секретарь Алтайского краевого комитета ВКП(б) (1938—1939). Входил в состав особой тройки НКВД СССР. Депутат Верховного Совета СССР I-го созыва. Участник Гражданской войне в России и Великой Отечественной войны.

## Биография
Родился 12 февраля 1908 или в 1907 году в Чите по другим данным в Санкт-Петербурге в семье русского наборщика типографии. С 1919 года в Рабоче-крестьянской Красной армии: доброволец, курьер политического отдела 4-й армии, участвовал в Гражданской войне в России. С 1921 года был воспитанником детского дома в Ашхабаде. Далее поступил и закончил ФЗУ, после чего с февраля 1922 г. токарь Ленинградского завода «Красный судостроитель». 

### Партработа
В 1923 году вступил в комсомол, с ноября 1924 г. кандидат, а с июня 1925 г. член коммунистической партии. С ноября 1925 г. заведующий отдела агитации и пропаганды Володарского районного комитета ВЛКСМ. С сентября 1927 г. председатель бюро юных пионеров Ленинградского областного комитета ВЛКСМ. С августа 1928 г. секретарь Центрально-Городского районного комитета ВЛКСМ. С октября 1929 г. по декабрь 1930 г. 2-й секретарь, с января 1931 г. по июль 1933 г. 1-й секретарь Ленинградского областного комитета ВЛКСМ. С августа 1933 г. секретарь партийного комитета и партийный организатор ЦК ВКП(б) Октябрьского вагоноремонтного завода НКПС СССР им. Л. М. Кагановича, с июня 1935 г. по март 1936 г. партийный организатор Пролетарского паровозоремонтного завода НКПС СССР. С апреля 1936 г. по март 1937 г. 2-й секретарь Смольнинского районного комитета ВКП(б) Ленинграда. В апреле-августе 1937 г. заведующий советским торговым отделом Ленинградского городского комитета ВКП(б). С 23 августа по 29 сентября 1937 г. исполняющий обязанности 2-го секретаря Западно-Сибирского краевого комитета ВКП(б). С сентября 1937 г. по 7 июня 1938 г. 1-й секретарь Организационного бюро ЦК ВКП(б) по Алтайскому краю, с 14 июня 1938 г. по 16 февраля 1939 г. 1-й секретарь Алтайского краевого комитета ВКП(б). Директивой НКВД СССР 27 октября 1937 г. утвержден членом тройки УНКВД по Алтайскому краю. Этот период отмечен вхождением в состав особой тройки, созданной по приказу НКВД СССР от 30.07.1937 № 00447 и активным участием в сталинских репрессиях. Решением ЦК ВКП(б) от 16 февраля 1939 года Леонид Николаевич Гусев был снят с должности первого секретаря Алтайского крайкома партии «как не обеспечивший руководство» и отозван в распоряжение ЦК ВКП(б). Далее несколько месяцев работал заведующим отделом кадров Народного комиссариата местной промышленности РСФСР после чего, в сентябре 1939 года начал учёбу в Промакадемии. С февраля 1940 г. студент Московского станкоинструментального института им. Сталина.

### Работа в органах МГБ
После начала Отечественной войны, с июля 1941 года леонид Николаевич Гусев служит оперуполномоченным особого отдела 31 армии. Затем, с декабря 1941 года в военной цензуре, с 1943 по декабрь 1947 годы — следователем, затем старшим следователем и помощником начальника следственной части по особо важным делам НКГБ СССР. В 1946 году окончил заочный Московский юридический институт.

### Преподавательская работа
В декабре 1947 года Леонид Гусев уволился из органов МГБ и поступил в адъюнктуру Военно-юридической академии, где в марте 1950 года ему была присвоена учёная степень кандидата юридических наук. Работая в академии последовательно занимал должности преподавателя, старшего преподавателя, с декабря 1951 г. заместителя, а с октября 1954 г. начальника кафедры судебного права и криминалистики. С сентября 1956 г. начальник кафедры в Военно-политической академии им. Ленина. С 4 мая 1958 г. демобилизован и перешёл на работу заместителя начальника по научно-учебной работе Высшей школы МВД СССР. Исключен из КПСС за нарушения социалистической законности в период работы в центральном аппарате Народного комиссариата государственной безопасности СССР. Партдокументы погашены Московским городским комитетом КПСС 16 апреля 1960 г. как на исключенного, но уже 7 апреля 1960 г. решением Комиссии партийного контроля при ЦК КПСС восстановлен в КПСС с объявлением строгого выговора. Решением Комиссии партийного контроля при ЦК КПСС 19 января 1973 г. выговор снят. С октября 1960 г. младший научный сотрудник Главного управления милиции МВД РСФСР, с сентября 1962 г. младший научный сотрудник, и.о. начальника отдела научно-исследовательского института милиции Министерства охраны общественного порядка РСФСР (МООП РСФСР). С апреля 1965 г. начальник отдела ВНИИ охраны правопорядка (ВИИОП) МООП РСФСР. С октября 1966 г. начальник отдела ВИИОП МООП СССР. С октября 1968 г. начальник отдела ВНИИ МВД СССР. С августа 1972 г. на пенсии, пенсионер МВД СССР. С сентября 1972 г. доцент ВЮЗИ. С февраля 1978 г. на пенсии в Москве. Умер в мае 1985 года.

## Воинские звания
- Майор государственной безопасности — февраль 1943[2];
- Подполковник государственной безопасности — февраль 1945[2];
- Полковник юстиции[1].

## Награды
- Орден «Знак Почёта» (04.04.1936) — за «перевыполнение государственного плана железнодорожных перевозок 1935 года и 1 квартала 1936 года, за достигнутые успехи в деле лучшего использования технических средств железнодорожного транспорта и его предприятий»[3];
- Орден Красной Звезды (30.12.1956);
- Медаль «За боевые заслуги» (10.11.1951) — за выслугу лет;
- Медаль «За оборону Москвы» (01.05.1944);
- Медаль «За оборону Кавказа» (01.05.1944);
- Медаль «За победу над Германией в Великой Отечественной войне 1941–1945 гг.» (09.05.1945).